# ناثانيل دبليو. هويل
ناثانيل دبليو. هويل (بالإنجليزية: Nathaniel W. Howell)‏ هو محامي وقاضي وسياسي أمريكي، ولد في 1770، وتوفي في 15 أكتوبر 1851 في كاناندياجو في الولايات المتحدة. انتخب عضو جمعية ولاية نيويورك وانتخب عضو مجلس النواب الأمريكي.